# Yang Li (Fußballspielerin)
Yang Li (chinesisch 杨丽, Pinyin Yáng Lì; * 31. Januar 1991 in Lianyungang, Provinz Jiangsu) ist eine chinesische Fußballspielerin. Sie war von 2013 bis 2019 A-Nationalspielerin und nahm an der Weltmeisterschaft 2019 teil.

## Karriere

### Vereine
Yang spielt seit 2011 ausschließlich für die Frauenfußballmannschaft des in Nanjing ansässigen Jiangsu FC in der Chinese Women’s Super League, der höchsten Spielklasse im chinesischen Frauenfußball. Am Ende der Spielzeit 2019 gewann sie mit ihrer Mannschaft die Meisterschaft (12 S, 1 U, 1 N) mit acht Punkten Abstand auf die Frauenfußballmannschaft von Shanghai Shenhua.

### Nationalmannschaft
Yang bestritt für den CFA in sieben Jahren 63 A-Länderspiele, in denen sie 30 Tore erzielte. Ihr Debüt gab sie am 24. November 2013 in Wollongong bei der 0:2-Niederlage im Freundschaftsspiel gegen die Nationalmannschaft Australiens. Es war zugleich ihr erstes von insgesamt 20 in Freundschaft ausgetragenen Länderspielen. In ihrem dritten, ebenfalls in Freundschaft ausgetragenen A-Länderspiel, beim 4:0-Sieg über die Nationalmannschaft Hongkongs erzielte sie mit dem Treffer zum Endstand unmittelbar nach ihrer Einwechslung in der Nachspielzeit ihr erstes A-Länderspieltor.
Später nahm sie mit ihrer Mannschaft am Vier-Nationen-Turnier 2014 teil und wurde im zweiten und dritten Spiel am 13. und 15. Februar eingesetzt. Im zweiten Spiel gegen die Nationalmannschaft Mexikos erzielte sie beim 3:1-Sieg in Chongqing zwei Tore. Auch im Turnier um den Algarve-Cup 2014 wurde sie in vier Spielen berücksichtigt und erzielte am 5. März in Vila Real de Santo António das 1:0-Siegtor gegen die Nationalmannschaft Norwegens im ersten Spiel. Auch am 12. März in Albufeira erzielte sie beim 5:4-Sieg im Elfmeterschießen über die Nationalmannschaft Dänemarks ein Tor beim 1:1 in der regulären Spielzeit.
Bei der Asienmeisterschaft 2014, die ihre Mannschaft auf Platz 3 abschloss, avancierte sie nach fünf Einsätzen gemeinsam mit der Südkoreanerin Park Eun-sun mit sechs Toren zur Torschützenkönigin des Turniers. Mit Platz 3 qualifizierte sich ihre Mannschaft für die Weltmeisterschaft 2015 in Kanada. An dieser nahm sie jedoch nicht teil, da sie kurz vor Turnierbeginn von wiederkehrenden Verletzungen geplagt wurde. Sie kam ebenfalls im Fußballturnier im Rahmen der Asienspiele 2014 zum Einsatz. Sie bestritt alle drei Spiele der Gruppe J sowie das mit 0:1 gegen die Nationalmannschaft Nordkoreas verlorene Viertelfinale. Im Spieljahr 2015 bestritt sie zunächst am 13. Januar mit der 2:3-Niederlage gegen die Nationalmannschaft Südkoreas ihr einziges Spiel im Vier-Nationen-Turnier und kam auch im ersten und dritten Spiel der Gruppe C und im Spiel um Platz 11 im Turnier um den Algarve-Cup zum Einsatz, wie auch in zwei in ausgetragenen Begegnungen mit der Nationalmannschaft Spaniens (1:3 und 1:2 am 18. und 21. September).
Im Jahr darauf kam sie außer in fünf Freundschaftsspielen (2. und 5. Juni, 17., 21. und 30. Juli), und in drei Spielen im Turnier um den Sincere-Cup 2016 (mit vier Toren – einmal vs. Dänemark am 20., dreimal vs. Usbekistan am 22. Oktober – beste Torschützin) auch im olympischen Fußballturnier in drei Spielen der Gruppe E sowie bei der 0:1-Viertelfinalniederlage gegen die Nationalmannschaft Deutschlands zum Einsatz.
Ihr Spieljahr 2017 kam sie am 19., 21. und 24 Januar in drei Spielen im Vier-Nationen-Turnier zum Einsatz und bestritt im April und im Juni zwei Freundschaftsspiele; dazwischen wurde sie in vier Spielen im Turnier um den Algarve-Cup eingesetzt, in dem ihre Mannschaft den zehnten Platz belegte.
Im Spieljahr 2018 bestritt sie ein einziges Länderspiel, das mit 0:1 gegen die US-amerikanische Nationalmannschaft am 8. Juni in Sandy verloren wurde, bevor sie am 1. Juni 2019 ein weiteres folgen ließ. Sie nahm zuvor im April am Vier-Nationen-Turnier 2019 teil, das sie nach zwei Einsätzen (im ersten Einsatz als Torschützin vs. Russland) mit ihrer Mannschaft als Sieger abschloss. Mit ihrer Mannschaft nahm sie an der Weltmeisterschaft 2019 in Frankreich teil und wurde in allen drei Spielen der Gruppe B sowie bei der 0:2-Viertelfinalniederlage gegen die Nationalmannschaft Italiens berücksichtigt.
Zum Jahresausklang bestritt sie im November und Dezember jeweils zwei Länderspiele. Sie kam aufgrund von nur vier teilnehmenden Mannschaften im Halbfinale und im Finale des Vier-Nationen-Turniers zum Zuge, wie auch in den ersten beiden Endrundenspielen um die Ostasienmeisterschaft. Mit der 0:3-Niederlage gegen die Nationalmannschaft Japans am 14. Dezember 2019 in Busan trug sie zum letzten Mal das Nationaltrikot. Während ihrer Zugehörigkeit zur A-Nationalmannschaft in 73 Länderspielen verblieb sie lediglich zehnmal auf der Bank.

## Erfolge
Nationalmannschaft
- Vier-Nationen-Turnier-Siegerin: 2014, 2016, 2019

Jiangsu LFC
- Chinesische Meisterin 2019